# Der Kommissar (chanson)
Pour les articles homonymes, voir Der Kommissar (homonymie).
Pistes de Einzelhaft
Zuviel Hitze 
 #1 Siebzehn Jahr'n 
  #3
Der Kommissar est une chanson de Falco sortie en 1982 sur l'album Einzelhaft.
Inspiré par la new-wave et le rap américain, le morceau se vend à plus de 7 millions d’exemplaires dans le monde.
Le single s'est vendu à 501 000 exemplaires en France.
L'interprète s'exprime avec un très fort accent autrichien.

## Reprises
- Der Komissar a été ré-interprété en français (avec un accent anglo-saxon relativement présent) sous le titre de Clair, Commissaire ! par Matthew Gonder.
- Une reprise par After the Fire (en) de 1982 est présente dans le film Atomic Blonde (2017).

## Classements
| Classement (1982-1983)                 | Meilleure position |
| -------------------------------------- | ------------------ |
| Allemagne (Media Control AG)           | 1                  |
| Autriche (Ö3 Austria Top 40)           | 1                  |
| Australie (ARIA)                       | 7                  |
| Belgique (Flandre Ultratop 50 Singles) | 26                 |
| France (IFOP)                          | 3                  |
| Italie (FIMI)                          | 1                  |
| Norvège (VG-lista)                     | 3                  |
| Nouvelle-Zélande (RMNZ)                | 4                  |
| Pays-Bas (Single Top 100)              | 17                 |
| Suède (Sverigetopplistan)              | 4                  |
| Suisse (Schweizer Hitparade)           | 2                  |